# Collatéral (architecture)
Pour les articles homonymes, voir Collatéral.

Présentation modèle d'un plan basilical en croix latine. Les collatéraux sont en couleur, de part et d'autre du vaisseau central.

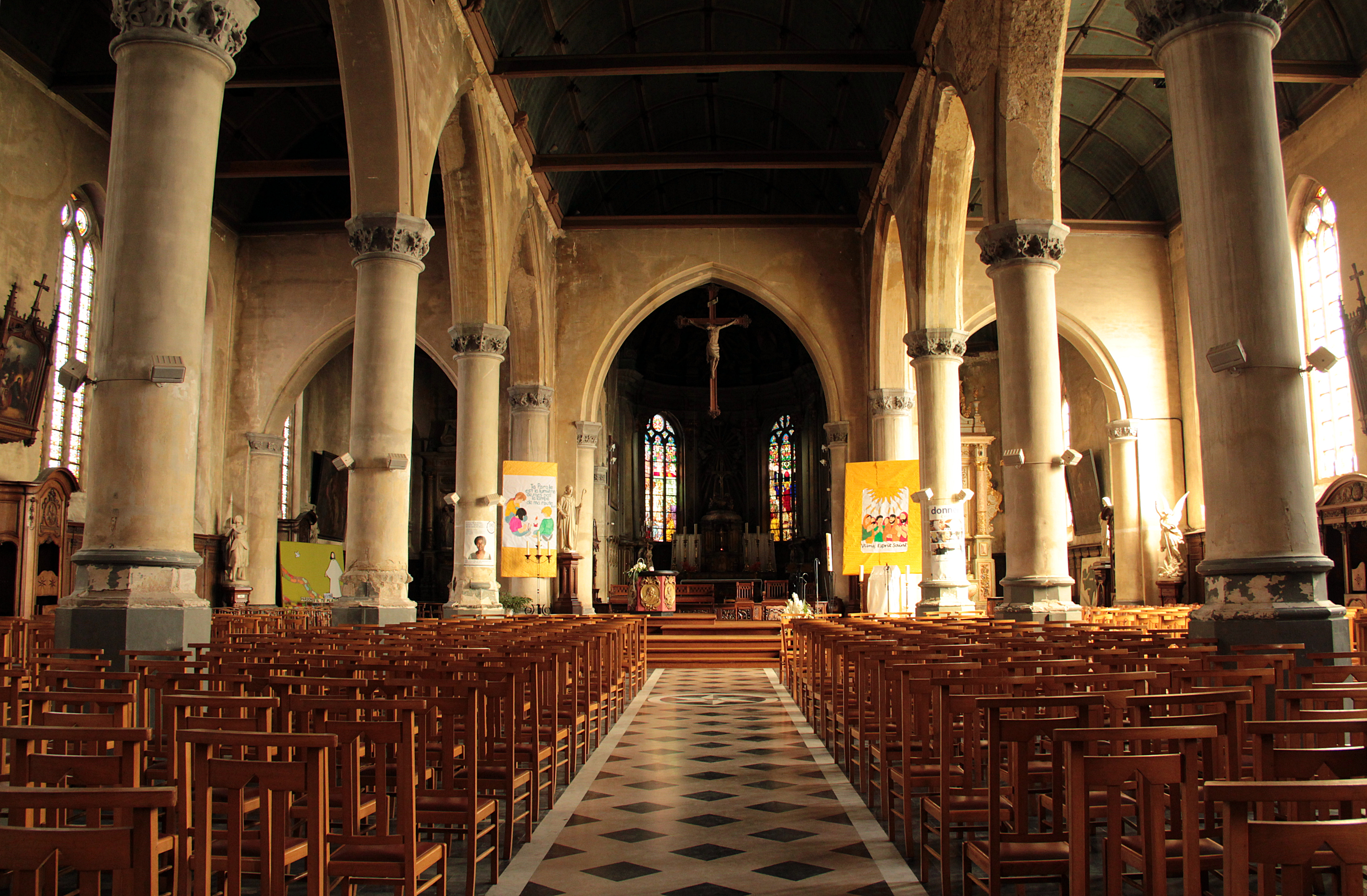
Nef et collatéraux (avec voûte en berceau) de l'église Saint-Martin (XVIIe siècle) de Wormhout (Nord, France).

Le collatéral (du latin médiéval collateralis, dérivé de latus, « côté ») ou bas-côté, est, en architecture et plus spécifiquement dans l'architecture chrétienne, un vaisseau latéral de la nef d'une basilique, ou d'un édifice à plan basilical. Les collatéraux se trouvent de part et d'autre du vaisseau central. Il peut exister plusieurs collatéraux d'un même côté : on les compte alors à partir du vaisseau central (premier, deuxième collatéral, etc.).
Chacun des deux côté porte un nom : le côté de l'évangile à gauche et le côté de l'épître à droite de la nef centrale, lorsqu'on fait face au maître-autel.
Le terme « collatéral » a supplanté l’appellation « bas-côté »[réf. nécessaire], plus courante jadis, en apportant quelques nuances.

## Structure
Généralement moins élevés que la nef principale, les collatéraux peuvent néanmoins comporter deux étages : une partie inférieure, alors appelée « bas-côté » que surmonte une galerie, appelée « tribune ». Les collatéraux permettent d'agrandir l'espace de l'édifice, limité en largeur par la portée des voûtes ou de la charpente, et de contrebuter la poussée exercée par la couverture de la nef centrale. Le voûtement des collatéraux (en demi-berceau, en berceau, en ogive, en arête, etc.) a constitué un des systèmes d’identification des styles « régionaux » de l’architecture romane en France, mais ces principes trop imprécis ont été abandonnés[réf. nécessaire]. En Poitou, les collatéraux de nombreuses églises romanes ont la même hauteur que la nef centrale, ce qui peut justifier l’abandon du terme « bas-côté ».

Sur le plan structurel, les collatéraux sont souvent renforcés à l'extérieur par des contreforts, qui reprennent la poussée des arcs soutenant la voûte et, à l'intérieur par les piliers ou les colonnes supportant la voûte. 

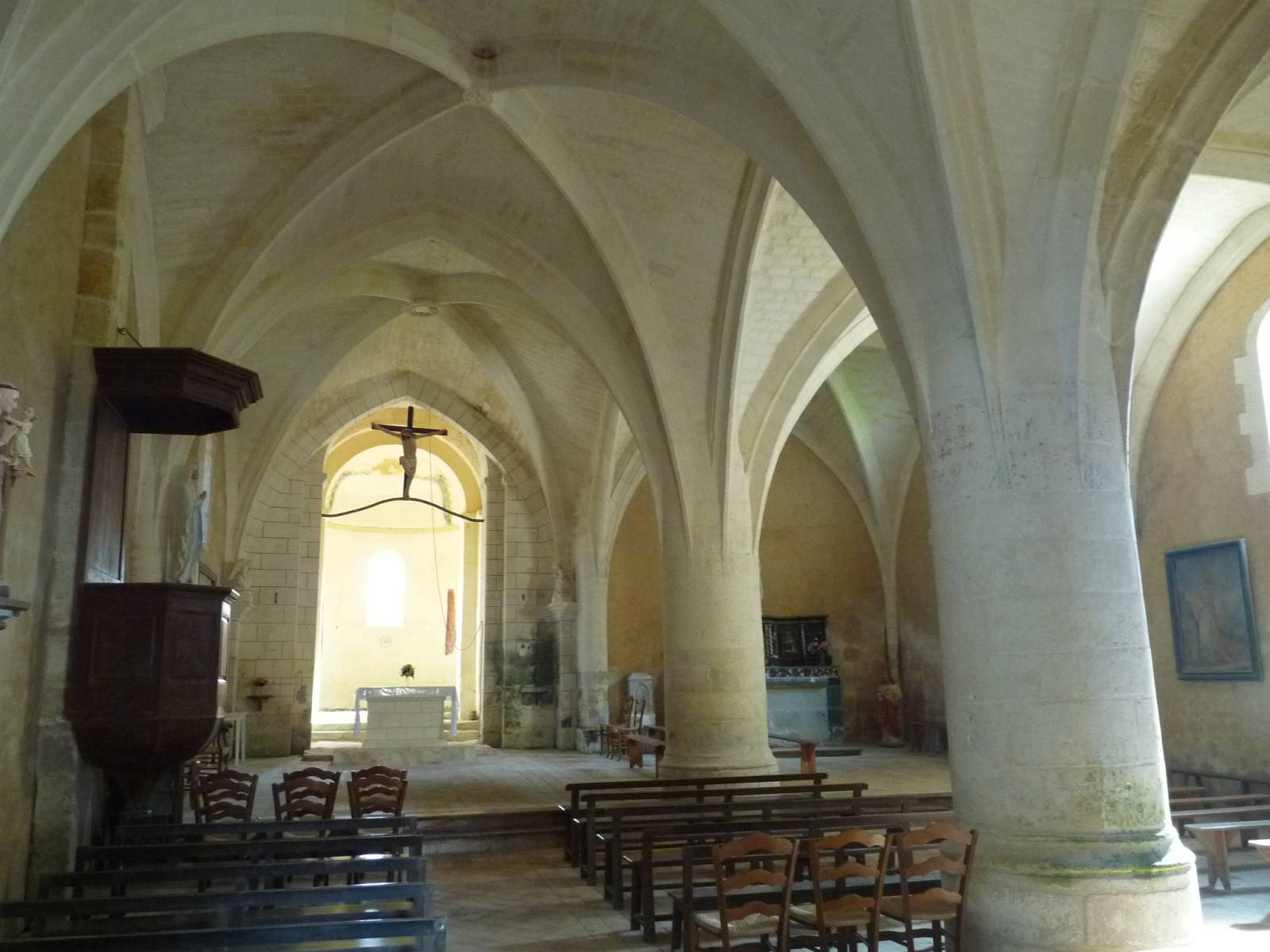
Nef et collatéral (avec une voûte en ogives) de l'église de Gardes (Charente, France).

Les collatéraux sont généralement symétriques, de part et d’autre de la nef, mais selon les contraintes locales ou l’évolution de la construction, on trouve aussi des bâtiments qui ne comportent qu'un ou des collatéraux sur un seul côté.
Dans beaucoup d'églises, le côté extérieur d'un collatéral est bordé par des chapelles. Il ne faut pas appeler collatéral une suite de chapelles sans communication entre elles : le collatéral est un vaisseau.
Un « collatéral fractionné » est constitué par une suite de vaisseaux de plan massif, alignés et communicants, mais qui ne forment pas ensemble un vaisseau unique.

## Bas-côté
Pour Viollet-le-Duc, bas-côté « est le nom qu’on donne aux nefs latérales des églises ». C’est donc un synonyme de « collatéral ».
Aujourd’hui, en architecture religieuse, un bas-côté est un collatéral moins élevé que la nef principale, dont la hauteur correspond schématiquement à un « rez-de-chaussée » du vaisseau central, la hauteur d’étage étant fonction de la structure générale de l’édifice. Un bas-côté peut être surmonté de tribunes et n’être dans ce cas qu’une galerie en rez-de-chaussée.

## Côté de l'évangile et côté de l'épître

Le côté de l'évangile et le côté de l'épître.

Chacun des deux côté porte un nom : le côté de l'évangile à gauche et côté de l'épître à droite de la nef centrale, lorsqu'on fait face au maître-autel.
Pendant la liturgie, les évangiles étaient lus depuis le côté de l'évangile, tandis que les épîtres canoniques (lettres) étaient lues depuis le côté de l'épître.

## Déambulatoire

Le déambulatoire.

Le déambulatoire est un « bas-côté qui fait le tour du chœur ». Il s'agit d'un cas particulier de « collatéral tournant » : il ne présente pas de partie droite mais il a le même rôle, structurellement, qu'un collatéral. Il est parfois appelé « bas-côté pourtournant » ou « bas-côté de pourtour ».